# Frank Lopez
Pour les articles homonymes, voir Lopez.
 (juillet 2023).
Si vous disposez d'ouvrages ou d'articles de référence ou si vous connaissez des sites web de qualité traitant du thème abordé ici, merci de compléter l'article en donnant les références utiles à sa vérifiabilité et en les liant à la section « Notes et références ».
Frank Lopez est un personnage de fiction du film Scarface, né vers 1930 et mort en 1983.

## Biographie du personnage
Frank Lopez est un des personnages du film culte Scarface. Il est interprété par Robert Loggia. Frank Lopez est le baron de la cocaïne dans la région de Miami lors de l'arrivée de Tony Montana. C'est lui qui offrira la liberté de sortir du camp de regroupement "en échange" du meurtre d'un communiste cubain. Il a eu une grosse influence sur Tony considéré même comme le maitre spirituel de Tony, mais il comprit assez vite que Tony ne respectait pas ses règles, et envoie des tueurs pour s'occuper de Tony, qui s'en sort quasi miraculeusement avec une balle dans le bras gauche. Tony savait que son Boss était derrière tout ça, rentre chez Frank et finit par apprendre que c'était bien lui qui avait payé les tueurs cubains pour son assassinat.
Lors de l'assaut de Tony lors d'une réunion entre Frank et certains de ses partenaires, le baron de la drogue suppliera le Cubain de ne pas le tuer, Tony ne le tuera pas, mais ordonnera a Manny de le faire.
Il est marié à Elvira (Michelle Pfeiffer), qui le quittera pour Tony Montana.